# Jane Wyatt
Jane Waddington Wyatt (Campgaw, New Jersey, 12 augustus 1910 – Bel Air, 20 oktober 2006) was een Amerikaans actrice in films en op televisie.
Jane Wyatt werd geboren in Campgaw (nu een deel van Mahwah), Bergen County, New Jersey, maar groeide op in New York. Haar vader, Christopher Billop Wyatt jr., werkte op Wall Street als belegger, haar moeder was Euphemia Van Rensselaer Waddington.
Haar beroemdste rol was als Ronald Colmans geliefde in Frank Capra's Lost Horizon (1937). Andere films waarin zij speelde, waren None but the Lonely Heart (met Cary Grant uit 1944), Gentleman's Agreement (met Gregory Peck uit 1947) en Boomerang! (een film noir met Dana Andrews uit 1947).
Veel mensen herinneren haar het best door haar rol van Margaret Anderson, de moeder in de comedy Father Knows Best in de jaren vijftig op televisie. Zij was daar de tegenspeelster van Robert Young.
Wyatt overleed op 20 oktober 2006 thuis, in Bel-Air (Californië). Ze werd 96 jaar oud. Haar begrafenis was op 27 oktober in de Church of St. Martin of Tours in Brentwood (Californië).
- Bibsys: 90871919
- Biblioteca Nacional de España: XX1774527
- Bibliothèque nationale de France: cb14045628s (data)
- Gemeinsame Normdatei: 1062093399
- International Standard Name Identifier: 0000 0001 1471 9882
- Library of Congress Control Number: n78057984
- National Archives and Records Administration: 10582800
- Nationale Bibliotheek van Tsjechië: xx0179724
- Système universitaire de documentation: 059070544
- Virtual International Authority File: 46962641
- WorldCat: E39PBJvXmdkXkGpG3j4TkW3WjC